# Alvão (Vila Pouca de Aguiar)
Alvão ist eine portugiesische Gemeinde (Freguesia) im Kreis (Concelho) Vila Pouca de Aguiar im Norden Portugals.

## Geschichte
Die Gemeinde entstand im Zuge der Gebietsreform vom 29. September 2013 durch die Zusammenlegung der ehemaligen Gemeinden Afonsim, Gouvães da Serra, Lixa do Alvão und Santa Marta da Montanha.
Alvão wurde Sitz der neuen Verwaltung.

## Demographie
| Freguesia | Freguesia | Freguesia | Freguesia       | ehemalige Freguesias    | ehemalige Freguesias | ehemalige Freguesias | ehemalige Freguesias |
| --------- | --------- | --------- | --------------- | ----------------------- | -------------------- | -------------------- | -------------------- |
| Wappen    | Freguesia | Einwohner | Fläche in (km²) | Wappen                  | Freguesia            | Einwohner            | Fläche in (km²)      |
|           | Alvão     | 774       | 53,07           |                         | Afonsim              | 183                  | 11,07                |
|           | Alvão     | 774       | 53,07           | Gouvães da Serra        | 133                  | 15,37                |                      |
|           | Alvão     | 774       | 53,07           | Lixa do Alvão           | 424                  | 14,49                |                      |
|           | Alvão     | 774       | 53,07           | Santa Marta da Montanha | 135                  | 12,14                |                      |